# Marnézia
Marnézia – miejscowość i gmina we Francji, w regionie Burgundia-Franche-Comté, w departamencie Jura.
Według danych na rok 1990 gminę zamieszkiwało 46 osób, a gęstość zaludnienia wynosiła 9 osób/km² (wśród 1786 gmin Franche-Comté Marnézia plasuje się na 697. miejscu pod względem liczby ludności, natomiast pod względem powierzchni na miejscu 798.).